# Barlovento salmeronensis
Barlovento salmeronensis is een hooiwagen uit de familie Agoristenidae. De wetenschappelijke naam van Barlovento salmeronensis gaat terug op M. A. González-Sponga.